# فرانچیکس هوروات
فرانچیکس هوروات (رومانیایی: Francisc Horvath؛ زادهٔ ۱۹ اکتبر ۱۹۲۸) کشتی‌گیر اهل رومانی بود.
وی در مسابقات کشوری و بین‌المللی در مجموع برندهٔ ۲ مدال برنز شده‌است.